# A magyar jégkorong-válogatott mérkőzései 2007-ben
A magyar jégkorong-válogatott 2007-ben, a Szlovéniában megrendezett IIHF Divízió I-es Világbajnokságon a második helyet szerezte meg.
Kiemelkedő sportsikernek számít, hogy hazai környezetben, Budapesten sikerült legyőzni a svéd jégkorong válogatottat.

## Eredmények
EIHC Torna
| 669. mérkőzés 2007. február 9. 15:45 (CET) | Magyarország              | 2 – 1                         | Horvátország | Toruń, Lengyelország Nézőszám: 120 Játékvezetők: Kuneikis |
| 669. mérkőzés 2007. február 9. 15:45 (CET) | Peterdi 14' Ennaffati 39' | (1:0, 1:1, 0:0) (Jegyzőkönyv) | Kopajtic 28' | Toruń, Lengyelország Nézőszám: 120 Játékvezetők: Kuneikis |

EIHC Torna
| 670. mérkőzés 2007. február 10. 15:00 (CET) | Magyarország | 1 – 2                         | Litvánia       | Toruń, Lengyelország Nézőszám: 1000 Játékvezetők: Pachucki |
| 670. mérkőzés 2007. február 10. 15:00 (CET) | Azari 15'    | (1:0, 0:1, 0:1) (Jegyzőkönyv) | Slikas 37' 58' | Toruń, Lengyelország Nézőszám: 1000 Játékvezetők: Pachucki |

EIHC Torna
| 671. mérkőzés 2007. február 11. 18:15 (CET) | Lengyelország | 0 – 4                         | Magyarország                                  | Toruń, Lengyelország Nézőszám: 2000 Játékvezetők: Nyeste |
| 671. mérkőzés 2007. február 11. 18:15 (CET) |               | (0:2, 0:1, 0:1) (Jegyzőkönyv) | Jánosi 7' Lencsés 11' Hoffmann 37' Kovács 60' | Toruń, Lengyelország Nézőszám: 2000 Játékvezetők: Nyeste |

Barátságos mérkőzés
| 672. mérkőzés 2007. március 29. 19:00 (CET) | Magyarország               | 2 – 1 (Hu.)                        | Svédország   | Budapest, Sportaréna Nézőszám: 9000 Játékvezetők: Gebei |
| 672. mérkőzés 2007. március 29. 19:00 (CET) | Majoross 25' Palkovics 64' | (0:1, 1:0, 0:0, 1:0) (Jegyzőkönyv) | Stralman 15' | Budapest, Sportaréna Nézőszám: 9000 Játékvezetők: Gebei |

Barátságos mérkőzés
| 673. mérkőzés 2007. március 30. 18:00 (CET) | Magyarország | 1 – 7                         | Svédország                                                                   | Debrecen, Főnix Csarnok Nézőszám: 3000 Játékvezetők: Nyeste |
| 673. mérkőzés 2007. március 30. 18:00 (CET) | Fekete 21'   | (0:3, 1:1, 0:3) (Jegyzőkönyv) | Bremberg 3' Andersson 4' Backström 6' Harju 28' 54' Sandström 46' Wallin 54' | Debrecen, Főnix Csarnok Nézőszám: 3000 Játékvezetők: Nyeste |

Barátságos mérkőzés
| 674. mérkőzés 2007. április 2. 18:00 (CET) | Lengyelország       | 2 – 1                         | Magyarország | Krynica, Lengyelország |
| 674. mérkőzés 2007. április 2. 18:00 (CET) | Gonera 14' Klys 52' | (1:0, 0:1, 1:0) (Jegyzőkönyv) | Ocskay 22'   | Krynica, Lengyelország |

Barátságos mérkőzés
| 675. mérkőzés 2007. április 4. 19:00 (CET) | Lengyelország            | 2 – 1                         | Magyarország | Krynica, Lengyelország Játékvezetők: Rzerzycha |
| 675. mérkőzés 2007. április 4. 19:00 (CET) | Kowalowka 5' Plachta 20' | (2:1, 0:0, 0:0) (Jegyzőkönyv) | Jánosi 13'   | Krynica, Lengyelország Játékvezetők: Rzerzycha |

Barátságos mérkőzés
| 676. mérkőzés 2007. április 11. 18:00 (CET) | Magyarország | 1 – 6                         | Norvégia                                                       | Miskolc, Jégcsarnok Nézőszám: 1500 Játékvezetők: Halassy |
| 676. mérkőzés 2007. április 11. 18:00 (CET) | Kovács 21'   | (0:5, 1:0, 0:1) (Jegyzőkönyv) | Nervik 4' Spets 9' Hansen 14' Trygg 16' Andersen 17' Olimb 58' | Miskolc, Jégcsarnok Nézőszám: 1500 Játékvezetők: Halassy |

IIHF Divízió I-es Világbajnokság
| 677. mérkőzés 2007. április 15. 16:30 (CET) | Magyarország                                         | 6 – 1                         | Litvánia    | Ljubljana, Hala Tivoli Nézőszám: 820 Játékvezetők: Mandioni |
| 677. mérkőzés 2007. április 15. 16:30 (CET) | Ladányi 7' 28' Kovács 11' 28' Ocskay 39' Horváth 42' | (2:0, 3:1, 1:0) (Jegyzőkönyv) | Lelenas 34' | Ljubljana, Hala Tivoli Nézőszám: 820 Játékvezetők: Mandioni |

IIHF Divízió I-es Világbajnokság
| 678. mérkőzés 2007. április 16. 20:00 (CET) | Szlovénia                                | 4 – 1                         | Magyarország | Ljubljana, Hala Tivoli Nézőszám: 5000 Játékvezetők: Husicka |
| 678. mérkőzés 2007. április 16. 20:00 (CET) | Razingar 3' Varl 4' Muric 16' Sotlar 45' | (3:0, 0:1, 1:0) (Jegyzőkönyv) | Peterdi 26'  | Ljubljana, Hala Tivoli Nézőszám: 5000 Játékvezetők: Husicka |

IIHF Divízió I-es Világbajnokság
| 679. mérkőzés 2007. április 18. 16:30 (CET) | Románia                    | 3 – 5                         | Magyarország                                            | Ljubljana, Hala Tivoli Nézőszám: 470 Játékvezetők: Mandioni |
| 679. mérkőzés 2007. április 18. 16:30 (CET) | Elekes 8' Moldován 34' 38' | (1:1, 2:4, 0:0) (Jegyzőkönyv) | Vas 15' Horváth 22' Tőkési 32' Peterdi 37' Hoffmann 37' | Ljubljana, Hala Tivoli Nézőszám: 470 Játékvezetők: Mandioni |

IIHF Divízió I-es Világbajnokság
| 680. mérkőzés 2007. április 19. 16:30 (CET) | Magyarország                                      | 4 – 2                         | Nagy-Britannia           | Ljubljana, Hala Tivoli Nézőszám: 1100 Játékvezetők: Husicka |
| 680. mérkőzés 2007. április 19. 16:30 (CET) | Ocskay 32' Majoross 35' Ladányi 50' Palkovics 57' | (0:1, 2:1, 2:0) (Jegyzőkönyv) | Watkins 17' Phillips 28' | Ljubljana, Hala Tivoli Nézőszám: 1100 Játékvezetők: Husicka |

IIHF Divízió I-es Világbajnokság
| 681. mérkőzés 2007. április 21. 16:30 (CET) | Japán                                 | 3 – 4 (Bü.)                             | Magyarország                           | Ljubljana, Hala Tivoli Nézőszám: 930 Játékvezetők: Ravodin |
| 681. mérkőzés 2007. április 21. 16:30 (CET) | Uchiyama 30' Iimura 35' Nishiwaki 45' | (0:0, 2:1, 1:2, 0:0, 0:1) (Jegyzőkönyv) | Horváth 23' Ladányi 44' 46' Kovács 65' | Ljubljana, Hala Tivoli Nézőszám: 930 Játékvezetők: Ravodin |

EIHC Torna - Pannon Kupa
| 682. mérkőzés 2007. december 14. 18:00 (CET) | Ukrajna   | 1 – 2                         | Magyarország             | Miskolc, Jégcsarnok Nézőszám: 1500 Játékvezetők: Wolas |
| 682. mérkőzés 2007. december 14. 18:00 (CET) | Gunko 41' | (0:2, 0:0, 1:0) (Jegyzőkönyv) | Kovács 7' Vaszjunyin 20' | Miskolc, Jégcsarnok Nézőszám: 1500 Játékvezetők: Wolas |

EIHC Torna - Pannon Kupa
| 683. mérkőzés 2007. december 15. 19:30 (CET) | Magyarország                                | 4 – 3                         | Lengyelország                         | Miskolc, Jégcsarnok Nézőszám: 1800 Játékvezetők: Maxim |
| 683. mérkőzés 2007. december 15. 19:30 (CET) | Vas 33' Palkovics 51' Ocskay 52' Fekete 58' | (0:0, 1:1, 3:2) (Jegyzőkönyv) | Dutka 38' Labryga 47' Laszkiewicz 50' | Miskolc, Jégcsarnok Nézőszám: 1800 Játékvezetők: Maxim |

EIHC Torna - Pannon Kupa
| 684. mérkőzés 2007. december 16. 17:30 (CET) | Magyarország | 1 – 2                         | Japán                 | Miskolc, Jégcsarnok Játékvezetők: Maxim |
| 684. mérkőzés 2007. december 16. 17:30 (CET) | Ladányi 58'  | (0:0, 0:1, 1:1) (Jegyzőkönyv) | Domeki 38' Iimura 58' | Miskolc, Jégcsarnok Játékvezetők: Maxim |

## Külső hivatkozások
- A Magyar Jégkorong Szövetség hivatalos honlapja